# Philip Lafond
Pour les articles homonymes, voir Lafond.
Philip Lafond (né le 16 septembre 1961 à Montréal) est un catcheur (lutteur professionnel) connu sous le nom de  Phil Lafon.
Il commence sa carrière à la Stampede Wrestling en 1983 et lutte aussi au Québec à la Lutte Internationale. Il se fait connaître à la All Japan Pro Wrestling (AJPW) sous le nom de Dan Kroffat et remporte à cinq reprises le championnat par équipes All Asia avec Doug Furnas en plus d'avoir détenu deux fois le championnat du monde poids lourd junior AJPW. En 1996, il travaille à la World Wrestling Federation où il continue à faire équipe avec Furnas. Il rejoignent ensuite l'Extreme Championship Wrestling  (ECW)où ils rajoutent le championnat du monde par équipes de l'ECW à leur palmarès.

## Carrière
Kroffat a surtout catché à la All Japan Pro Wrestling avec son partenaire par équipe Doug Furnas. C'est l'une des plus grandes équipe des années 90. Le 25 mai 1992 face à Kenta Kobashi et Tsuyoshi Kikuchi, ils reçoivent 5 étoiles pour leurs combat par the Wrestling Observer Newsletter. 

### Extreme Championship Wrestling et World Wrestling Federation
En 1996, le duo rejoint l'Extreme Championship Wrestling, après plusieurs match face à Sabu et Rob Van Dam. Plusieurs mois après, le duo fait ses débuts à la WWF, le 27 novembre au  Survivor Series pay-per-view. Après avoir été viré de la WWE, ils retournent en 1997 à la ECW, et remporte le ECW World Tag Team Title sur F.B.I. le 5 décembre. Le règne sera court, ils perdent les ceintures face à Chris Candido et Lance Storm. Philip est de nos jours entraîneur à la  Monster Pro Wrestling à Edmonton, Alberta, Canada. Avec son expérience il aide les jeunes catcheurs. Philip est une légende de la WWE World Wrestling Federation.

## Palmarès et accomplissements
- All Japan Pro Wrestling
  - AJPW All Asia Tag Team Championship (5 fois) - avec Doug Furnas
  - AJPW World Junior Heavyweight Championship (2 fois)

- Extreme Championship Wrestling
  - ECW World Tag Team Championship (1 fois) - avec Doug Furnas

- Lutte Internationale (Montréal) 
  - Canadian International Tag Team Championship (2 fois) - avec Tom Zenk (1) et Armand Rougeau (1)

- Power Slam
  - PS 50 : 28/1994

- Universal Wrestling Association 
  - UWA World Tag Team Championship (2 fois) - avec Doug Furnas

- World Wrestling Council 
  - WWC World Tag Team Championship (1 fois) - avec Sam Fatu
  - WWC Caribbean Tag Team Championship (1 fois) - avec Bobby Jaggers

- Wrestling Observer Newsletter awards 
  - 5 Star Match (1992) avec Doug Furnas vs. Kenta Kobashi et Tsuyoshi Kikuchi, Sendai, 25 mai
  - Match of the Year (1992) avec Doug Furnas vs. Kenta Kobashi et Tsuyoshi Kikuchi, Sendai, 25 mai
  - Most Underrated Wrestler (1989)